# Ван Сяобо
Ван Сяобо (кит. упр. 王小波; 13 мая 1952 — 11 апреля 1997) — китайский писатель и эссеист. Супруг доктора социологии Ли Иньхэ.

## Биография
Молодым человеком во время Культурной революции был направлен в провинцию Юньнань. В 1978—1982 учился в Китайском народном университете. Затем в 1984—1988 находился в США и учился в Питтсбургском университете, где получил степень. После возвращения в Китай преподавал в Пекинском и Китайском народном университете. Скончался от сердечного приступа в Пекине.
Стал автором нескольких романов, сборников рассказов и эссе, некоторые из которых были переведены на английский, французский и итальянский языки. В 1997 году по его рассказу сняли фильм East Palace, West Palace.